# Holodictya porphyrea
Holodictya porphyrea är en insektsart som beskrevs av Gerstaecker 1895. Holodictya porphyrea ingår i släktet Holodictya och familjen lyktstritar. Inga underarter finns listade i Catalogue of Life.